# Смогоржевський Леонід Олександрович
Леонід Олександрович Смогоржевський (28 січня 1921 р., с. Холодівка Тульчинського району Вінницької області — 21 серпня 1996 р., Київ) — український зоолог, орнітолог.

## Біографія
Син науковця-математика, доктора фізико-математичних наук Олександра Смогоржевського (1896—1969).
Інтерес до природи з'явився у Л. О. Смогоржевського вже у дитячі роки. Школярем він став юннатом у гуртку Київського зоопарку. 1939 р. працював лаборантом у Зоологічному музеї Київського університету. У 1940 р. його було призвано до лав Радянської Армії, у складі якої він воював під час Німецько-радянської війни, яку він закінчив в Угорщині.
У 1945—1946 рр. — лаборант Зоомузею КДУ. В 1945—1946 роках навчається на підготовчому факультеті Київського політехнічного інституту. У 1946 р. Л. О. Смогоржевський вступає на біологічний факультет Київського університету. Дипломна робота була присвячена орнітофауні Канівського заповідника. У 1951 р., по його закінченню, працює заступником директора Зоомузею КДУ. З ІХ.1956 р. по 1.ІХ.1961 р. — асистент та в.о. доцента кафедри зоології хребетних КГУ.
Протягом 1950—1970-х рр. бере участь у багатьох експедиціях — на Баренцове море, у Середню Азію, Закавказзя, Прикаспій, на Далекий Схід. Весь цей час Л. О. Смогоржевський активно поповнює колекції Зоологічного музею Київського університету.
У 1960 р. Л. О. Смогоржевський захистив кандидатську дисертацію, присвячену рибоїдним птахам України. Згодом після захисту він отримав звання доцента. У 1974 р. було захищено докторську дисертацію, присвячену гомінґу. Це була перша робота на таку тему в СРСР. У 1974 р. Л. О. Смогоржевський став професором кафедри зоології хребетних Київського університету.
Помер Л. О. Смогоржевський 21 серпня 1996 р. у м. Києві.

## Наукові інтереси
Перші роботи були присвячені переважно біології окремих видів.
Понад 10 років Л. О. Смогоржевський присвятив вивченню рибоїдних птахів, результати цих досліджень знайшли відображення у класичній монографії «Рибоїдні птахи України».
Протягом 1950—1970 рр. у ході численних експедицій у різні куточки СРСР проводилося вивчення регіональної орнітофауни та особливостей екології птахів.
У 1960—1970 рр. займався дослідженням здібності до орієнтації у птахів, результати відображені у докторській дисертації.
У 1970—1980-ті рр. Л. О. Смогоржевський активно займається вивченням міграцій птахів.
Важливим етапом наукової діяльності було видання фундаментальної монографії у серії «Фауна України».
З середини 1980-х рр. проводить дослідження горобцеподібних птахів: міжвидових стосунків, розподілу птахів у гніздовий період, поведінка їх на водопої, вигодовування пташенят, взаємовідносини з людиною.
Л. О. Смогоржевський є автором ряду науково-популярних видань.

## Основні публікації
- Смогоржевський Л. О. Рибоїдні птахи України. — К.: Вид-во КДУ, 1959. — 122 с.

- Фауна України. Т. 5. Птахи. Вип. 1. Гагари, норці, трубконосі, веслоногі, голінасті, фламінго / Смогоржевський Л. О. — К.: Наукова думка, 1979. — 188 с.

- Смогоржевський Л. Пернаті друзі / Худож. В. Пойда. — К.: Рад. шк., 1977. — 160 с.

- Смогоржевський Л. О., Федоренко А. П. Охорона та приваблювання птахів. — Київ: Рад. Школа, 1986. — 71 с.

- Энциклопедия охотника: Справочное издание / Авдеенко Е. П., Акимов И. А., Ардамацкая Т. Б., Архипчук В. А. и др. / Под ред. Л. А. Смогоржевского. — К.: Изд-во «Укр. енциклопедія», 1996. — 349 с.